# Relationstechnik
Die Relationstechnik (oder auch nur Relation) ist eine juristische Arbeitsmethode zur Erfassung, Ordnung und Beurteilung eines komplexeren zivilrechtlichen Streitstoffs. Die Methode kann sowohl aus richterlicher Sicht als auch aus anwaltlicher Sicht angewandt werden. Für den Richter gilt sie als Methode, um auf die schnellstmögliche und gleichzeitig für die Beteiligten kostengünstigste Weise zu einer richtigen Entscheidung in einem Zivilprozess zu gelangen, insbesondere um zu klären, ob der Prozess entscheidungsreif ist oder ob Beweis erhoben werden muss. Für den Rechtsanwalt ist Ziel der Relation ein zweckmäßiges Vorgehen für seine Mandanten im Zivilprozess.

## Grundlage
Für den Zivilrichter ist der Klageantrag des Klägers, also sein Begehren, Ausgangspunkt der Prüfung. Die dem Rechtsstreit zugrunde liegenden Tatsachen müssen die Parteien selbst vortragen (Beibringungsgrundsatz); der Richter ermittelt den Sachverhalt nur auf Basis der Fakten, die von den Parteien in den Prozess eingebracht werden (anders z. B. im Strafprozess und im Verwaltungsprozess, wo von Amts wegen ermittelt wird).
Mit Hilfe der Relationsmethode kann der Richter tatsächliche und rechtliche Problemstellungen des Streitstoffes ordnen und deren Bedeutung für das Begehren des Klägers ermitteln und sein weiteres Vorgehen davon ableiten, insbesondere im Hinblick auf eine etwaige Beweisaufnahme. Je nachdem, ob ein Rechtsstreit bereits entscheidungsreif ist, besteht die Relation lediglich aus Gutachten und Urteilsentwurf, oder, bei noch nicht entscheidungsreifen Rechtsstreiten, aus Sachbericht, Gutachten und Beschlussentwurf.
In einem Zivilprozess streiten sich Kläger und Beklagter (die Parteien) vor einem Zivilgericht über geschuldete Leistungen (z. B. Zahlungspflicht des Beklagten), das Bestehen oder Nichtbestehen eines Rechtsverhältnisses zwischen ihnen (z. B. Fortbestand eines Vertrags/Unwirksamkeit einer Kündigung) oder über seine Gestaltung (z. B. Auflösung einer Handelsgesellschaft). Dementsprechend hat der Kläger seinen Klageantrag als Leistungs-, Feststellungs- oder Gestaltungsantrag zu formulieren. Der Richter hat den Rechtsstreit auf der Grundlage des Parteivortrags baldmöglichst zu schlichten oder zu entscheiden (Beschleunigungsgrundsatz, § 300 ZPO). Deshalb kommt es im Sinne der Prozessökonomie darauf an, herauszufinden, welche Maßnahmen zu welchem Zeitpunkt erforderlich sind, um den Prozess voranzubringen. Überflüssige Maßnahmen (insbesondere überflüssige Beweisaufnahmen) lassen sich so vermeiden. Neben der dadurch erzielbaren Schnelligkeit gewinnen relationstechnisch durchdachte und begründete Entscheidungen an Akzeptanz bei den Parteien und instanzübergreifend an Bestandskraft.
Die Prüfung mittels der Relationstechnik gliedert sich in fünf Abschnitte („Stationen“): Prozessstation, Klägerstation, Beklagtenstation, Beweisstation und Tenorierungsstation. Je nach Stand des Rechtsstreits können einzelne Stationen ausgelassen werden. Wenn sich z. B. schon in der Prozessstation die Unzulässigkeit einer Klage ergibt, erübrigt sich die Prüfung von Kläger-, Beklagten- und Beweisstation.

## Stationen der Relation

### Prozessstation (Zulässigkeit)
In der Prozessstation prüft der Richter oder Anwalt, ob die Klage zulässig ist. Dabei werden zumindest gedanklich alle Prozess- und Sachurteilsvoraussetzungen durchgegangen.
Zeigt sich die Klage als unzulässig oder wird sie es während des Prozesses und bleibt sie es auch nach einem Hinweis des Richters (§ 139 ZPO), so weist dieser sie als unzulässig ab. Der Rechtsstreit ist damit durch Prozessurteil in dieser Instanz beendet.
Ist und bleibt die Klage zulässig, hängt ihr weiteres Schicksal von ihrer Begründetheit ab.

### Klägerstation (Schlüssigkeitsprüfung)
In der Klägerstation unterstellt man die vom Kläger vorgetragenen Tatsachen als wahr und untersucht, ob diese ausreichen, um den Tatbestand einer Anspruchsgrundlage auszufüllen, deren Rechtsfolge das vom Kläger verfolgte Begehren (die beantragte Leistung, Feststellung oder Gestaltung) deckt.
Zu prüfen sind nach allgemeinen Grundsätzen der Fallbearbeitung alle Anspruchsgrundlagen, die das Klägerbegehren hergeben, auch wenn der Kläger sie nicht erwähnt. Kommen mehrere Anspruchsgrundlagen in Betracht, untersucht der Praktiker diejenige zuerst, deren Rechtsfolge das Klägerbegehren am ehesten oder weitesten deckt; verbleiben auch insoweit mehrere Anspruchsgrundlagen, wendet er sich zweckmäßigerweise zunächst derjenigen zu, deren Tatbestandsmerkmale er am schnellsten beurteilen kann.
Reicht das Tatsachenvorbringen des Klägers nicht aus, so ist es unschlüssig. Bleibt der Klägervortrag auch nach richterlichem Hinweis unzureichend, weist der Richter die Klage als unbegründet ab (s. § 331 Abs. 2 ZPO). Der Rechtsstreit ist dann in dieser Instanz – durch ein Sachurteil – beendet, ohne dass es auf das Beklagtenvorbringen angekommen wäre.
Das Tatsachenvorbringen des Klägers ist auch dann unschlüssig, wenn es sämtliche Tatbestandsvoraussetzungen einer Gegennorm (rechtshindernde oder rechtsvernichtende Einwendungen, rechtshemmende Einreden) erfüllt.

### Beklagtenstation (Erheblichkeitsprüfung)
Ist der Klägervortrag schlüssig, so betrachtet man in der Beklagtenstation das Verhalten des Prozessgegners. Bleibt der Beklagte passiv oder erkennt er den Klageanspruch an, endet der Prozess regelmäßig durch ein Versäumnis- oder ein Anerkenntnisurteil zugunsten des Klägers.
Begehrt der Beklagte die Klageabweisung, so untersucht der Richter in der Erheblichkeitsprüfung das Verteidigungsvorbringen. Ein Beklagter hat auf der Tatsachenebene grundsätzlich zwei Möglichkeiten, sich zu verteidigen. Der Beklagte kann zum einen die vom Kläger behaupteten anspruchsbegründenden Tatsachen, auf die es für die Schlüssigkeit ankommt, bestreiten. Der Beklagte kann zum anderen Tatsachen zu Gegennormen (rechtshindernde und rechtsvernichtende Einwendungen, rechtshemmende Einrede) vortragen.

#### Bestreiten
Zum Bestreiten kann es je nach Prozesslage genügen, gegenüber den gegnerisch behaupteten Tatsachen Nichtwissen geltend zu machen (Bestreiten mit Nichtwissen) oder sie schlicht zu leugnen (einfaches Bestreiten); häufig muss der Gegner allerdings qualifiziert bestreiten, d. h. eine eigene alternative Sachdarstellung liefern. Wie konkret (detailliert) das Bestreiten sein muss, hängt ab vom Vortrag des Klägers und den Möglichkeiten zur eigenen Wahrnehmung der streitigen Tatsachen (Wechselspiel von Vortrag und Gegenvortrag). Bleibt das Beklagtenbestreiten unter dem prozessual gebotenen Maß (unsubstantiierter Vortrag), so ist es unerheblich. Belässt es der Beklagte auch nach Hinweis dabei und trägt er auch keine erheblichen Tatsachen zu Gegennormen vor, so gibt das Gericht der Klage statt, und zwar ohne Beweisaufnahme. Der Rechtsstreit endet dann mit einem Sachurteil zugunsten des Klägers.
Bestreitet der Beklagte wirksam die anspruchsbegründenden Tatsachen, so ist sein Bestreiten erheblich und die Fallbearbeitung ist in der Beweisstation fortzusetzen.

#### Gegennormen
Zur Verteidigung kann der Beklagte anstatt oder neben dem Bestreiten auch Tatsachen zu Gegennormen vortragen. Gegennormen sind Normen, die die Entstehung eines Anspruchs hindern (rechtshindernde Einwendungen), ihn nachträglich untergehen lassen (rechtsvernichtende Einwendungen) oder seine Durchsetzbarkeit hemmen (rechtshemmende Einreden im materiellen Sinn). Die Tatsachen zu einer Gegennorm können von dem Gericht nur dann berücksichtigt werden, wenn sie im Prozess beigebracht = redeweise vorgetragen wurden. Dann spricht man z. T. statt von Gegennormen auch von Einreden im prozessualen Sinn.
In der Beklagtenstation wird der Tatsachenvortrag des Beklagten zu den Gegennormen als wahr unterstellt. Erfüllt der Tatsachenvortrag sämtliche Tatbestandsvoraussetzungen einer Gegennorm, ist der Tatsachenvortrag des Beklagten schlüssig und damit erheblich.
Beispiele:
- Der Kläger verlangt Kaufpreiszahlung. Der Beklagte macht geltend, der Kaufvertrag sei wegen Sittenwidrigkeit nichtig und trägt hierzu ausreichende Tatsachen vor (anspruchshindernde Einwendung, die Kaufpreisforderung ist mangels wirksamen Kaufvertrags nicht entstanden).
- Der Kläger klagt auf Werklohn. Der Beklagte behauptet, der Kläger habe ihm den Werklohn bis zur Besserung seiner finanziellen Verhältnisse gestundet (anspruchshemmende Einrede, die Forderung ist entstanden, aber derzeit nicht durchsetzbar).
- Der Kläger begehrt die Zahlung von Maklerprovision. Der Beklagte wendet ein, die Provision bereits gezahlt zu haben (anspruchsvernichtende Einwendung, da die entstandene Forderung erloschen ist).

#### Zwischenergebnis
Bestreitet der Beklagte das schlüssige Klägervorbringen nicht wirksam und ist sein Tatsachenvortrag zu Gegennormen unschlüssig, so ist sein Verteidigungsvorbringen insgesamt unerheblich. Dies gilt auch für den Fall, dass der Beklagte die ihm obliegende sekundäre Darlegungslast vernachlässigt. Die Klage ist in allen diesen Fällen ohne Beweisaufnahme begründet.

### Replikstation, Duplikstation
Der Kläger kann die vom Beklagten schlüssig vorgetragenen Tatsachen zu einer Gegennorm wiederum bestreiten, im obigen Beispiel zur Stundung etwa die Vereinbarung einer Stundung in Abrede stellen. Daneben kann er auch Tatsachen zu Gegen-Gegennormen (auch Gegeneinreden genannt) vortragen, im Stundungsbeispiel etwa darlegen, die finanziellen Verhältnisse des Beklagten hätten sich gebessert. Wie die Gegennorm den Anspruch verhindert, hemmt oder zerstört, so verhindert, hemmt oder zerstört die Gegen-Gegennorm die Gegennorm (genau genommen die Rechtsfolge der Gegennorm) und erhält dem Kläger somit seinen Anspruch. Gegen-Gegennormen werden deshalb auch als anspruchserhaltende Normen bezeichnet. Macht der Kläger entweder davon Gebrauch, den Tatsachenvortrag des Beklagten zu der Gegennorm zu bestreiten oder trägt er selbst Tatsachen zu einer Gegen-Gegennorm vor, ist sein Vorbringen als Replik erneut zu prüfen.
Der Beklagte wiederum kann die vom Kläger aus der Gegen-Gegennorm schlüssig vorgetragenen Tatsachen bestreiten oder versuchen, Tatsachen für eine Norm darzulegen, die die Rechtsfolge der Gegen-Gegennorm beseitigt (einwendungs- bzw. einredeerhaltende Norm). (Duplik). Der Kläger kann diesem Vorbringen abermals wie zuvor geschildert entgegentreten; dann handelt es sich um eine Triplik des Klägers.
Beispiel:
1. Der klagende Vermieter verlangt unter Vorlage eines Mietvertrages mit der Klageschrift Miete für einen Monat, in dem der Mieter die Mietsache nutzen konnte, § 535 Abs. 2 BGB.
2. Der beklagte Mieter wendet in der Klageerwiderung Mietminderung wegen Mängeln der Mietsache ein, § 536 Abs. 1 BGB.
3. Der Kläger repliziert mit der Behauptung, die Parteien hätten eine Mietminderung vertraglich ausgeschlossen.
4. Der Beklagte dupliziert und macht geltend, der vertragliche Minderungsausschluss sei unwirksam, denn der Kläger habe den Mangel arglistig verschwiegen, § 536d BGB.
5. Der Kläger tripliziert, indem er bestreitet, den Mangel überhaupt gekannt zu haben.

Das Gericht arbeitet jede Stufe des wechselseitigen Einredevorbringens in gleicher Weise nach Schlüssigkeit und Erheblichkeit ab. Im obigen Beispiel ist das Vorbringen des Klägers zum Entstehen der Mietforderung schlüssig aus § 535 Abs. 2 BGB und, was den Abschluss eines Mietvertrages angeht, zugestanden. Das Vorbringen des Beklagten zu einem Mangel ist erheblich für eine Mietminderung aus § 536 Abs. 1 BGB und gleichfalls unstreitig. Die Vereinbarung eines vertraglichen Minderungsausschlusses ist als Gegeneinrede des Klägers zu § 536 Abs. 1 BGB erheblich und auch nicht bestritten. Im Streit ist die Wirksamkeit des vertraglichen Minderungsausschlusses. Diese hängt davon ab, ob der Vermieter den Mangel vor Vereinbarung des Minderungsausschlusses kannte, § 536d BGB. Die diesbezügliche Behauptung des Beklagten ist schlüssig für eine Unwirksamkeit aus § 536d BGB. Das Bestreiten des Vermieters ist im Hinblick hierauf erheblich. Die behauptete Vermieterkenntnis stellt eine innere Tatsache dar, auf die durch äußere Tatsachen – wie etwa die Wahrnehmbarkeit des Mangels in Gegenwart des Vermieters zu einem Zeitpunkt vor Vereinbarung des Minderungsausschlusses – geschlossen werden kann. Über diese Tatsachen ist, wie nachfolgend dargestellt, gegebenenfalls Beweis zu erheben.
Tatsachenvortrag zu Gegennormen, also zu Einwendungen bzw. Einreden im materiellen Sinn, sind in der Praxis häufig, Tatsachenvortrag zu anspruchserhaltenden Normen seltener, Tatsachenvortrag zu einwendungs- bzw. einredeerhaltenden Normen noch seltener. Rechtstechnisch bilden Gegennormen Ausnahmen zur Anspruchsgrundlage, Gegen-Gegennormen Ausnahmen zur Einwendung/Einreden im materiellen Sinn.
Wird der Vortrag einer Partei infolge der Einlassung des Gegners so unklar, dass er nicht mehr den Schluss zulässt auf die Entstehung des geltend gemachten Rechts oder auf das Durchgreifen der Gegennorm, so muss ihn die Partei ergänzen (näher substanziieren). Andernfalls ist er mangels Substanziierung unschlüssig oder unerheblich geworden.

### Beweisstation
Ist auch nach den wechselseitigen Einlassungen das Vorbringen des Klägers noch schlüssig und das Bestreiten bzw. der Tatsachenvortrag des Beklagten noch erheblich, so liegen dem Gericht mindestens zwei unvereinbare Tatsachendarstellungen vor, nach denen der Rechtsstreit unterschiedlich zu lösen wäre. Der Richter verschafft sich entweder durch eine Beweisaufnahme eine tragfähige Überzeugung von der Richtigkeit einer Tatsachendarstellung oder er entscheidet nach Beweislastregeln.
Die Beweisstation wird untergliedert:
- Beweisfrage
- Beweisbedürftigkeit
- Beweisantritt und
- Beweiswürdigung.

Bevor der Richter eine Beweisaufnahme anordnet, klärt er die Beweisfrage. Die Beweisfrage bestimmt sich unter Berücksichtigung der Beweislast. Beweisbelastet ist im Allgemeinen die Partei, die aus einer geltend gemachten Norm günstige Rechtsfolgen für sich herleitet. Anspruchsgrundlagen und anspruchserhaltende Normen sind für den Kläger günstig, Gegennormen und einwendungs- bzw. einredeerhaltende Normen für den Beklagten. Behauptet der Kläger z. B. es sei ein Pauschalpreis von 50.000 € vereinbart worden und bestreitet der Beklagte dies, in dem er behauptet, es sei ein Pauschalpreis von 30.000 € vereinbart worden, ist die entscheidungserhebliche (pauschale) Frage, welcher Pauschalpreis vereinbart wurde. Die Beweisfrage lautet nun aber nicht: „Wurde ein Pauschalpreis von 50.000 € oder ein Pauschalpreis von 30.000 € vereinbart?“ Weil der Kläger, der seinen Werklohn einklagt, beweisbelastet ist, kommt es nur auf seine Behauptung an. Die Beweisfrage würde also lauten: „Haben die Parteien einen Pauschalpreis von 50.000 € vereinbart?“ Die Beweisfrage entspricht dem Beweisthema in einem Beweisbeschluss.
Nachdem der Richter die Beweisfrage geklärt hat, prüft er, ob unter dem Gesichtspunkt von Vermutungen oder der Möglichkeit einer Schätzung nach § 287 ZPO überhaupt das Bedürfnis besteht, über die Beweisfrage Beweis zu erheben.
Wird die Beweisbedürftigkeit nicht verneint, wird geklärt, ob die beweispflichtige Partei einen zulässigen Beweisantrag gestellt hat (z. B. gemäß § 373 ZPO einen Zeugenbeweisantrag). Ist das nicht der Fall, also bei fehlendem Beweisantrag, lassen sich die Voraussetzungen einer Anspruchsgrundlage oder einer Gegennorm nicht feststellen. Die beweisbelastete Partei kann die für sie günstige Rechtsfolge aus dieser Norm nicht beanspruchen, sie ist dann „beweisfällig“ geblieben.
Hat die beweispflichtige Partei zu ihrer Tatsachenbehauptung (= „Beweisthema“ = „Beweisfrage“) Beweis angetreten, klärt der Richter, ob die andere Partei einen Gegenbeweisantrag gestellt hat. Ein Gegenbeweisantrag ist darauf gerichtet, die Überzeugungskraft des Beweismittels der beweisbelasteten Partei zu erschüttern; er ist nicht etwa darauf gerichtet, das Gegenteil zu beweisen. Der Gegenbeweisantrag ist also abzugrenzen vom „Beweis des Gegenteils“, der gemäß § 292 ZPO bei gesetzlichen Vermutungen nötig bzw. möglich ist.
Nach der Beweisaufnahme würdigt das Gericht das Beweisergebnis. In der Relation würde in dem Beispielsfall bei dem Unterpunkt „Beweiswürdigung“ zu Beginn formuliert: „Ist aufgrund des Ergebnisses der Beweisaufnahme ohne vernünftigen Zweifel (§ 286 ZPO) bewiesen, dass die Parteien einen Pauschalpreis in Höhe von 50.000 € vereinbart haben?“ Anschließend werden dann z. B. die Zeugenaussagen bezogen auf genau diese Fragestellung „gewürdigt“, das heißt, auf ihre Glaubhaftigkeit hin untersucht. Bestätigt z. B. der von dem Kläger benannte Zeuge eine Vereinbarung in Höhe von 50.000 € (= „ergiebige“ Aussage) ist zu prüfen, ob durch den gegenbeweislich benannten Zeugen Zweifel an der Richtigkeit der Aussage begründet sind. Ist das Gericht im Ergebnis – also unter Berücksichtigung aller Gesichtspunkte, die Zweifel begründen könnten – von der Richtigkeit der Zeugenaussage ohne vernünftigen Zweifel überzeugt, so ist der Beweis geführt.
Die Punkte „Beweisfrage, Beweisbedürftigkeit und Beweisantritt“ werden in den Musterrelationen vielfach nicht aufgeführt. Diesen Musterrelationen liegen Fälle zugrunde, in denen schon Beweis erhoben wurde und der Rechtsreferendar gleichwohl noch eine Relation zu schreiben hat. Auch in diesen Situationen, in denen also schon ein Richter die Beweiserhebung zu einer bestimmten Frage angeordnet hat, muss der Rechtsreferendar als Vorfrage der Beweiswürdigung gleichwohl klären, über welche konkrete Frage Beweis zu erheben war, ob überhaupt ein Bedürfnis dafür bestand und ob möglicherweise noch weitere von dem Gericht bislang „übergangene“ Beweisantritte gemacht wurden. Aufgabe des Referendars ist es also, praktisch das Gericht daraufhin zu kontrollieren, ob die angeordnete und durchgeführte Beweisaufnahme von der Beweisrichtung zutreffend, notwendig und vollständig war. So muss selbst der Richter, der im Laufe des Verfahrens zunächst die Beweiserhebung angeordnet und dann auch durchgeführt hat, vorgehen. Nach der durchgeführten Beweiserhebung und vor der Beweiswürdigung muss sich jeder Richter selbst noch einmal kontrollieren, ob er über die richtige Beweisfrage Beweis erhoben hat, ob insoweit z. B. Vermutungen greifen oder ob noch weitere Zeugen benannt wurden, bevor er in dem Urteil entscheidet. Aus diesem Grund muss in einer Relation auch immer (also auch nach erfolgter Beweisaufnahme) noch zu den Punkten Beweisfrage (einschließlich Beweislast), Beweisbedürftigkeit und Beweisantritt Stellung genommen werden.

### Tenorierungsstation und Urteil
In der Tenorierungsstation formuliert der Rechtsreferendar den Urteilstenor, wenn er die Sache im Ergebnis der vorangegangenen Stationen für urteilsreif hält. Andernfalls erarbeitet er einen die Urteilsreife herbeiführenden Beschluss, etwa einen Beweis-, Hinweis- oder Verweisungsbeschluss.
Im Urteil der Eingangsinstanz stellt der Richter – oder der Rechtsreferendar, wenn er ein solches Urteil zu entwerfen hat – dar, von welchem Sach- und Streitstand er ausgeht (Tatbestand) und in den Entscheidungsgründen, warum die Klage unzulässig ist oder mit welchem Ergebnis er welche Anspruchsgrundlagen und Einreden geprüft hat. Anders als im Gutachten verwendet der Richter im Urteil den Urteilsstil: im Urteilstenor und in den Entscheidungsgründen teilt er seine Ergebnisse, das Bestehen oder Nichtbestehen von Rechtsfolgen, kategorisch mit und in den Entscheidungsgründen begründet er sie näher. Seine Begründung geht jeweils aus von den Prüfungsnormen, Anspruchsgrundlagen und Einredenormen, unter die das Tatsachenvorbringen der Parteien zu subsumieren ist. Hierzu bildet er je nach zu prüfendem Tatbestandsmerkmal oder -merkmalskomplex eine oder einzelne Begründungsketten. Ihnen stellt er sein Prüfungsergebnis und gegebenenfalls einen Obersatz voran oder nennt neben seinem Ergebnis zumindest die zu prüfende Norm oder den anzuwendenden Grundsatz; die jeweilige Begründungskette beendet er mit der Feststellung zum Vorliegen oder zur fehlenden Feststellbarkeit der erforderlichen Tatsachen. Auch hier gilt der Urteilsstil, d. h. innerhalb jeder Kette begründen oder entfalten die nachfolgende Sätze die vorhergehenden.
Das allgemeine Schema für die Einzelbegründung ist viergliedrig und lautet:
 (1) Rechtsfolge der zu prüfenden Norm gegeben oder nicht;
 (2) zu prüfendes Tatbestandselement gegeben oder nicht;
 (3) begriffliche Entfaltung des Tatbestandselementes in einzelne subsumierbare Tatsachen;
 (4) Einzeltatsache ist unstreitig, bewiesen oder nicht feststellbar.
- Beispiel: Der Ausschluss des Minderungseinwandes in § … des Mietvertrages scheitert entgegen der Auffassung des Beklagten nicht an einer Unwirksamkeit nach § 536d BGB. (1) Unwirksamkeit aus § 536d BGB (-) Die nach dieser Bestimmung für eine Unwirksamkeit erforderliche Arglist der Klägers fehlt. (2) Arglist (-) Arglist liegt vor, wenn der Vermieter den Fehler kannte oder ihn zumindest für möglich hielt. (3) Definitorische Entfaltung des Tatbestandsmerkmals Arglist in innere Tatsachen Kenntnis oder Bewusstsein der Möglichkeit. Keine dieser Voraussetzungen ist hier feststellbar. (4) Kenntnis oder Bewusstsein der Möglichkeit (-) Der vom Beklagten benannte Zeuge … hat die Behauptung, der Kläger habe …, nicht bestätigt.

Die bejahenden Begründungsketten haben Vorrang vor den verneinenden. In seiner Gesamtheit handelt das Urteil die stattgebenden Teile als erstes ab, gemeinsam mit den insoweit erfolglosen Angriffen des Gegners; sodann folgen das unschlüssige Klägervorbringen, vor den durchgreifenden Einreden des Gegners und zuletzt die noch unerörterten erfolglosen Gegeneinreden. Bei Klagenhäufungen oder Widerklagen gliedert der Richter das Urteil in entsprechende Abschnitte und innerhalb ihrer in einzelne Begründungsketten. In den Nebenentscheidungen begründet er seine Kostenverteilung, die er nur dem Grund nach vornimmt, und seine Entscheidung über die vorläufige Vollstreckbarkeit. Diese markiert den Übergang vom Erkenntnisverfahren in das Vollstreckungsverfahren. Sein Urteil unterschreibt der Richter. Wirksam wird es in der Regel mit der Urteilsverkündung.

## Relationstechnisches Gutachten
Als Prüfungsleistung in der zweiten juristischen Staatsprüfung kann von Rechtsreferendaren in einigen Bundesländern auch die Anfertigung einer Relation gefordert sein. Das zu begutachtende Aktenstück muss dann nach den oben skizzierten Stationen geprüft werden.

## Trivia
Im erstmals 1825 veröffentlichten Studentenlied «O alte Burschenherrlichkeit» wurde in der vierten Strophe Bezug genommen auf Relationen.